# Municipio de Fairview (Dakota del Norte)
El municipio de Fairview (en inglés: Fairview Township) es un municipio ubicado en el condado de Sheridan en el estado estadounidense de Dakota del Norte. En el año 2010 tenía una población de 6 habitantes y una densidad poblacional de 0,07 personas por km².

## Geografía
El municipio de Fairview se encuentra ubicado en las coordenadas 47°37′11″N 100°3′42″O / 47.61972, -100.06167. Según la Oficina del Censo de los Estados Unidos, el municipio tiene una superficie total de 91.12 km², de la cual 90,61 km² corresponden a tierra firme y (0,56 %) 0,51 km² es agua.

## Demografía
Según el censo de 2010, había 6 personas residiendo en el municipio de Fairview. La densidad de población era de 0,07 hab./km². De los 6 habitantes, el municipio de Fairview estaba compuesto por el 100 % blancos. Del total de la población el 0 % eran hispanos o latinos de cualquier raza.